# Buzy-Darmont
Buzy-Darmont és un municipi francès situat al departament del Mosa i a la regió del Gran Est. L'any 2007 tenia 567 habitants.

## Demografia

### Població
El 2007 la població de fet de Buzy-Darmont era de 567 persones. Hi havia 212 famílies, de les quals 44 eren unipersonals (16 homes vivint sols i 28 dones vivint soles), 76 parelles sense fills, 76 parelles amb fills i 16 famílies monoparentals amb fills.
La població ha evolucionat segons el següent gràfic:
Habitants censats

### Habitatges
El 2007 hi havia 233 habitatges, 213 eren l'habitatge principal de la família, 8 eren segones residències i 12 estaven desocupats. 218 eren cases i 15 eren apartaments. Dels 213 habitatges principals, 169 estaven ocupats pels seus propietaris, 42 estaven llogats i ocupats pels llogaters i 2 estaven cedits a títol gratuït; 2 tenien dues cambres, 25 en tenien tres, 48 en tenien quatre i 138 en tenien cinc o més. 184 habitatges disposaven pel capbaix d'una plaça de pàrquing. A 94 habitatges hi havia un automòbil i a 98 n'hi havia dos o més.

### Piràmide de població
La piràmide de població per edats i sexe el 2009 era:
| Homes | Edats   | Dones |
| ----- | ------- | ----- |
| 0     | 95 o +  | 0     |
| 0     | 90 a 94 | 0     |
| 12    | 85 a 89 | 4     |
| 8     | 80 a 84 | 8     |
| 8     | 75 a 79 | 16    |
| 8     | 70 a 74 | 12    |
| 16    | 65 a 69 | 8     |
| 8     | 60 a 64 | 8     |
| 4     | 55 a 59 | 4     |
| 20    | 50 a 54 | 20    |
| 24    | 45 a 49 | 16    |
| 28    | 40 a 44 | 16    |
| 24    | 35 a 39 | 28    |
| 20    | 30 a 34 | 12    |
| 16    | 25 a 29 | 20    |
| 8     | 20 a 24 | 12    |
| 20    | 15 a 19 | 8     |
| 20    | 10 a 14 | 40    |
| 16    | 5 a 9   | 12    |
| 12    | 0 a 4   | 8     |

## Economia
El 2007 la població en edat de treballar era de 343 persones, 244 eren actives i 99 eren inactives. De les 244 persones actives 220 estaven ocupades (127 homes i 93 dones) i 24 estaven aturades (9 homes i 15 dones). De les 99 persones inactives 39 estaven jubilades, 21 estaven estudiant i 39 estaven classificades com a «altres inactius».

### Ingressos
El 2009 a Buzy-Darmont hi havia 222 unitats fiscals que integraven 562,5 persones, la mediana anual d'ingressos fiscals per persona era de 15.881 €.

### Activitats econòmiques
Dels 14 establiments que hi havia el 2007, 1 era d'una empresa extractiva, 1 d'una empresa alimentària, 2 d'empreses de fabricació d'altres productes industrials, 4 d'empreses de construcció, 1 d'una empresa de comerç i reparació d'automòbils, 2 d'empreses de transport, 1 d'una empresa d'hostatgeria i restauració, 1 d'una empresa immobiliària i 1 d'una empresa de serveis.
Dels 9 establiments de servei als particulars que hi havia el 2009, 1 era una oficina de correu, 1 taller de reparació d'automòbils i de material agrícola, 1 paleta, 2 guixaires pintors, 1 fusteria, 1 lampisteria, 1 restaurant i 1 agència immobiliària.
L'únic establiment comercial que hi havia el 2009 era una fleca.
L'any 2000 a Buzy-Darmont hi havia 8 explotacions agrícoles que ocupaven un total de 1.176 hectàrees.

## Equipaments sanitaris i escolars
El 2009 hi havia una escola elemental integrada dins d'un grup escolar amb les comunes properes formant una escola dispersa.

## Poblacions més properes
El següent diagrama mostra les poblacions més properes.